# Římskokatolická farnost Dobrá Voda u Českých Budějovic
Římskokatolická farnost Dobrá Voda u Českých Budějovic je územním společenstvím římských katolíků v rámci českobudějovického městského vikariátu českobudějovické diecéze.

## O farnosti

### Historie
Ves Dobrá Voda vznikla v 18. století. V letech 1733-1739 postaven poutní kostel podle projektu Kiliána Ignáce Dientzenhofera a od roku 1779 sem býval ustanovován lokální kaplan. V roce 1786 zřízena lokálie, povýšená v roce 1858 na samostatnou farnost. Roku 1911 byla vystavěna nová fara v podobě secesní vily. V roce 1995 byla z farnosti vyjmuta část území, na kterém byla následně zřízena samostatná farnost České Budějovice-Suché Vrbné.

### Současnost
Farnost Dobrá Voda je administrována ex currendo z Českobudějovického děkanství.
| Kostel                      | Místo                          | Bohoslužba    | Bohoslužba  | Poznámka          |
| --------------------------- | ------------------------------ | ------------- | ----------- | ----------------- |
| Kostel Panny Marie Bolestné | Dobrá Voda u Českých Budějovic | neděle středa | 11.00 18.00 | farní kostel      |
| Oratorium                   | Dobrá Voda u Českých Budějovic | úterý         | 15.00       | v domově důchodců |